# Menāreh Bāzār
Menāreh Bāzār (persiska: مناره بازار) är en ort i Iran.   Den ligger i provinsen Gilan, i den nordvästra delen av landet, 270 km nordväst om huvudstaden Teheran. Menāreh Bāzār ligger 1 meter över havet och antalet invånare är 404.
Terrängen runt Menāreh Bāzār är huvudsakligen platt, men åt sydväst är den kuperad.Runt Menāreh Bāzār är det tätbefolkat, med 493 invånare per kvadratkilometer. Närmaste större samhälle är Fūman, 15,7 km söder om Menāreh Bāzār. Trakten runt Menāreh Bāzār består till största delen av jordbruksmark.